# Astragalo (anatomia)
L'astragalo, chiamato anche "talo" è un osso breve (o "corto") del piede situato nel tarso che si articola superiormente con la tibia e il perone, inferiormente col calcagno e anteriormente con il navicolare. Trasmette il peso del corpo sul piede.

## Descrizione
L'astragalo offre alla descrizione una testa di forma rotondeggiante, un corpo di forma cubica e un collo di forma cilindrica che li collega.
La testa dell'astragalo si presenta rivestita di cartilagine e costituisce la superficie articolare navicolare mediante la quale stabilisce una enartrosi con il navicolare.
Il corpo, di forma pressoché cubica, offre alla descrizione sei facce, delle quali quella anteriore si continua col collo dell'astragalo.
La faccia superiore del corpo presenta il rilievo della troclea astragalica, superficie articolare mediante la quale l'astragalo prende rapporto con la tibia nell'articolazione tibio-astragalica o tarso-tibiale. Tale superficie articolare si continua sulle superfici mediale e laterale del corpo nelle superfici articolari malleolari dell'astragalo che si articolano col malleolo mediale della tibia ed il malleolo laterale del perone. Inoltre dalla superficie laterale del corpo dell'astragalo, al di sotto della superficie articolare malleolare laterale, si prolunga lateralmente il processo laterale dell'astragalo. Dalla superficie posteriore invece si prolunga il processo posteriore dell'astragalo. Tale processo, scavato nel mezzo dal solco del muscolo flessore lungo dell'alluce, è suddiviso in due rilievi detti tubercoli posteriori dell'astragalo e distinti in mediale e laterale.
La superficie inferiore del corpo si caratterizza infine per la presenza della superficie articolare calcaneare posteriore dell'astragalo. Tale superficie articolare è divisa dalla superficie articolare calcaneare anteriore, situata sulla superficie inferiore del collo dell'astragalo, dal solco dell'astragalo. Questo, assieme all'omologo solco talare situato sulla superficie superiore del calcagno, forma il seno del tarso.

## Patologia
In caso di frattura, l'astragalo può essere colpito da necrosi asettica: l'osso non ricevendo più l'adeguato flusso di sangue, viene visto, agli occhi di una comune radiografia, come "morto". 
Per ristabilizzare la circolazione, può essere tentata la strada dell'ossigenoterapia in camera iperbarica.

## Utilizzo nell'Antichità
"Talus" per gli antichi romani era il dado da gioco che si otteneva dal tallone del cavallo. "Astragalus" per i greci era il dado da gioco, ottenuto invece dalla seconda vertebra cervicale. Il gioco degli aliossi e degli astragali riprendono questo uso antico.